# Guachimontones
A Guachimontones (nevének jelentése a helyi tájszólásban: „piramisok” vagy „építmények”) egy régészeti lelőhely Mexikó Jalisco államában, amely kör alaprajzú, lépcsőzetes „piramisairól” nevezetes. Szokták teuchitláni lelőhelynek és a hozzá tartozó kultúrát teuchitláni kultúrának is nevezni, mivel a mai Teuchitlán községben található.
Az egykori település fénykorát az i. e. 100. és az i. sz. 450 közötti években élte, de a késői klasszikus és a posztklasszikus korban ismét betelepültek ide emberek. Felfedezése Phil Weigandnak és feleségének, Acelia Garcíának köszönhető. Ma kedvelt turisztikai látványosság (évente százezres nagyságrendű látogató keresi fel), amely keddtől vasárnapig látogatható. Teuchitlánba a Hilarión Romero Gil utcán beérkezve, majd a Zaragoza és a Benito Juárez utcákat követve közelíthető meg a településtől mintegy egy kilométerre található helyszín.

## Építményei
A 19 hektáros területen összesen 10 kör alaprajzú építmény és két labdajátékpálya található, ezek közül négy piramis vagy piramismaradvány a fontosabb és egy labdapálya. A legnagyobb piramis, az úgynevezett Gran Guachi a legészakibb közülük, bár tőle még északabbra létezik egy ma már nehezen kivehető ötödik piramis is. A Gran Guachi, amelyet nem tártak fel rendesen, viszont a korábbi fosztogatások miatt eléggé lepusztult állapotban van, az őt körülvevő 12 darab, téglalap alakú talapzattal (amelyek közül csak ötöt ástak ki eddig) együtt 125 méter átmérőjű, a központi piramis átmérője mintegy 50 méter. Azt, hogy régen hány lépcsőből állt, és pontosan milyen magas volt, már nem lehet tudni, ahogy azt sem, hogy volt-e a csúcsán oltár. A második legnagyobb piramis, a La Iguana tőle délnyugatra helyezkedik el. Ez ma a leglátványosabb mind közül, mivel ezt állították helyre legjobban. Az őt körülvevő tíz darab, téglalap alakú alapzattal együtt 115 méteres átmérőjű, maga a piramis viszont csak 38. Magassága tíz méter, és összesen 17 lépcsőzetből áll, amelyek közül 4 a tetején álló központi oltárhoz tartozik. Ennek a tetején egykor egy olyan pózna állt, amelynek tetejére bizonyos szertartások alkalmával egy táncos mászott fel, és ott a magasban adta elő táncát. Ettől a piramistól délre egy jóval kisebb is található, a mindössze négy lépcsőfokból álló El Azquelite, északra pedig (a legnagyobbtól nyugatra) egy újabb, amely azonban nagyrészt a földalatt van, és csak (kivételes módon) szögletes felső oltárja látszik a föld felett. A Gran Guachi és az Iguana között egy északnyugat–délkeleti irányban elnyúló labdajátékpálya maradványai lelhetők fel: ez a többi hasonlóhoz képest elég nagynak számító játéktér 111 méter hosszú. A terület másik labdapályája 70 méteres.

## Képek

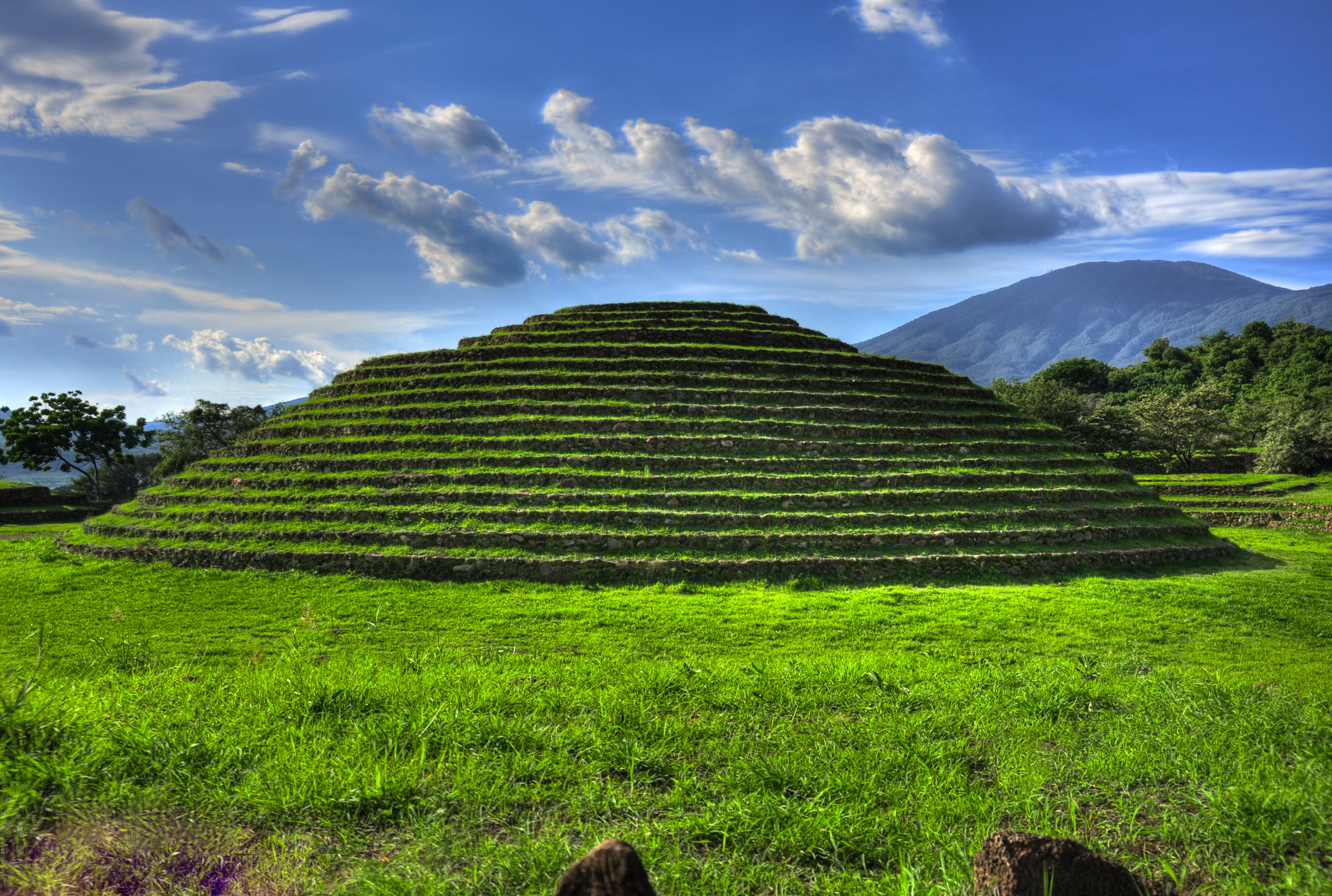
A La Iguana piramis
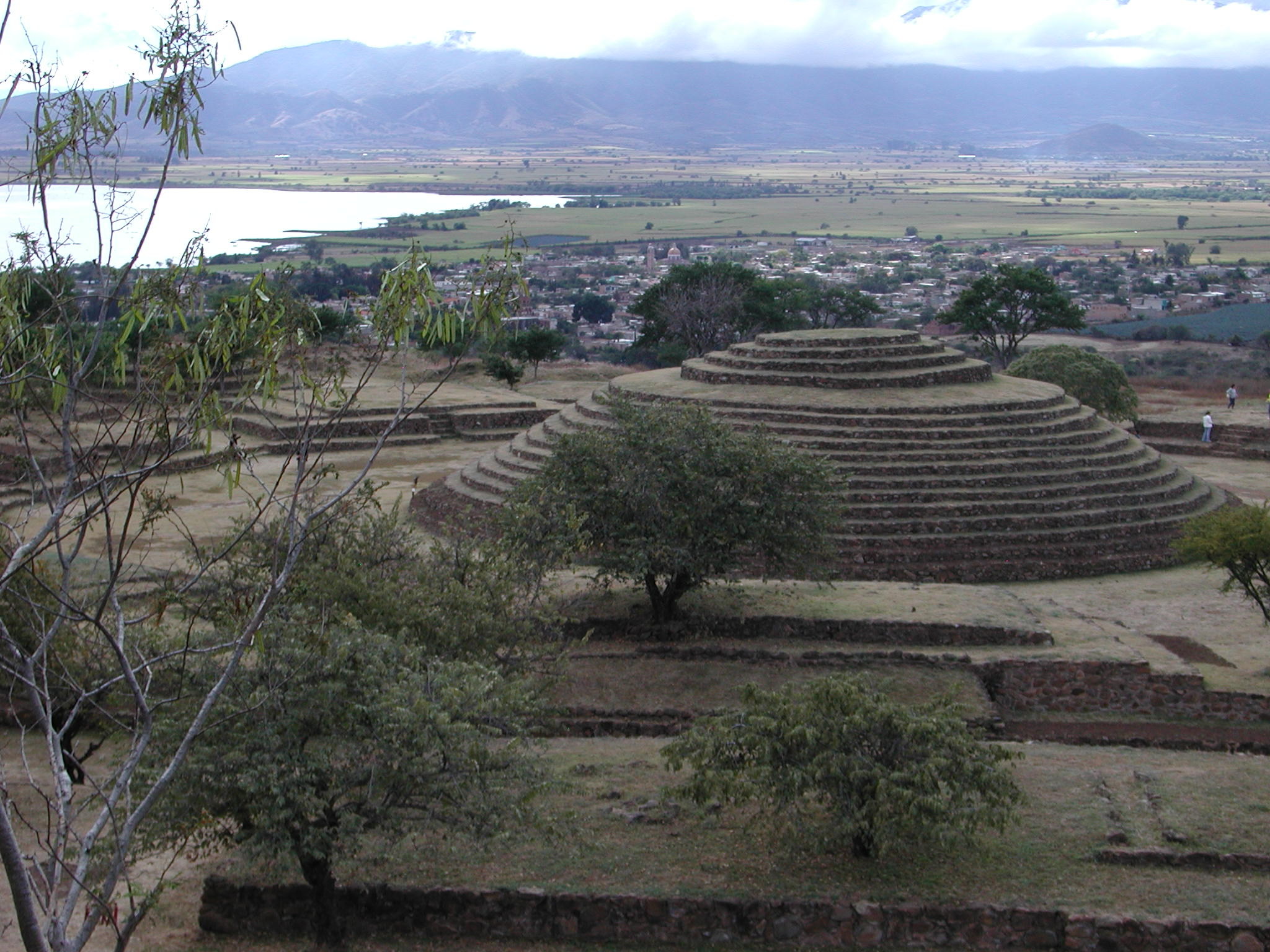
Látkép
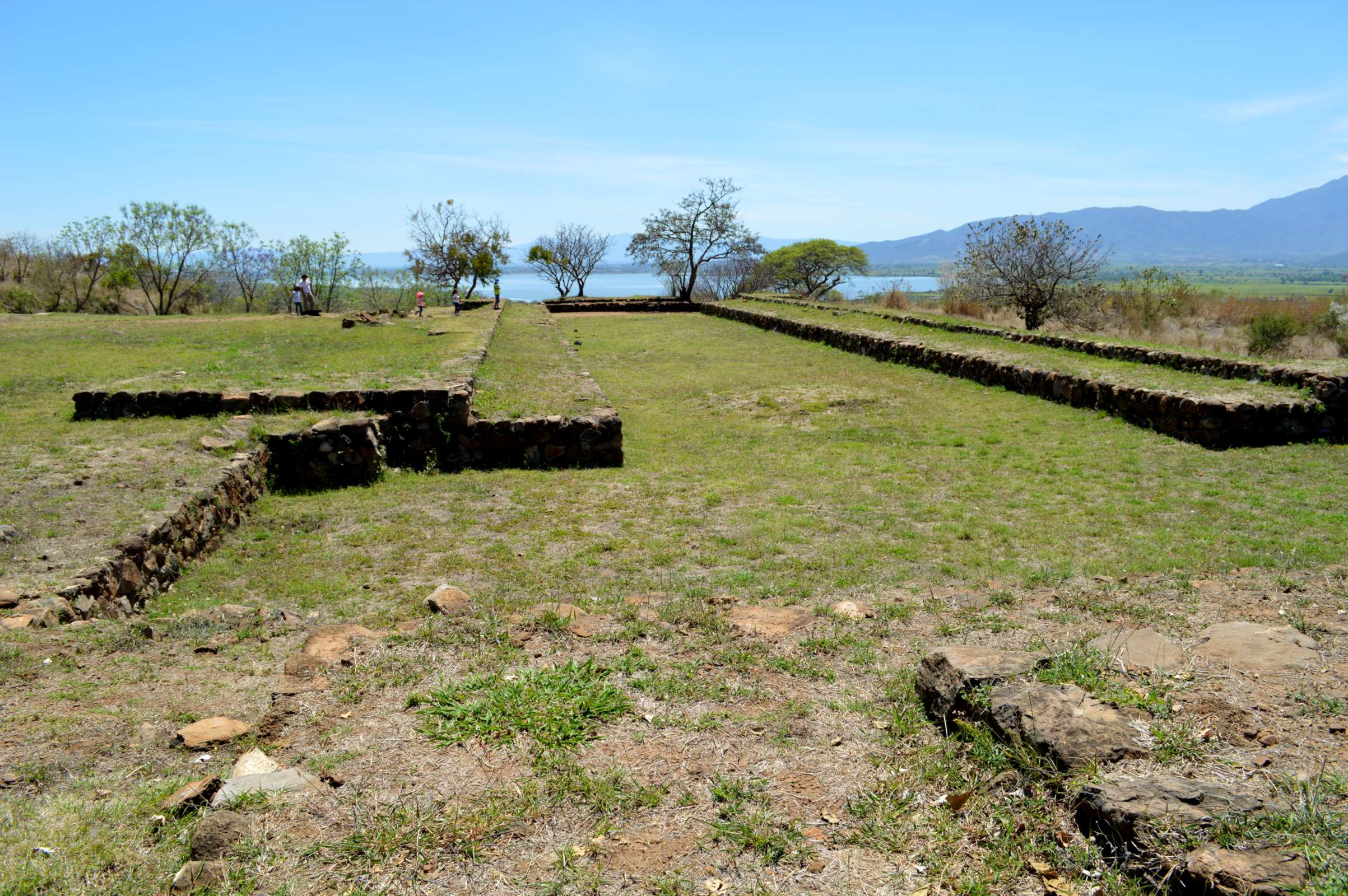
A labdajátékpálya
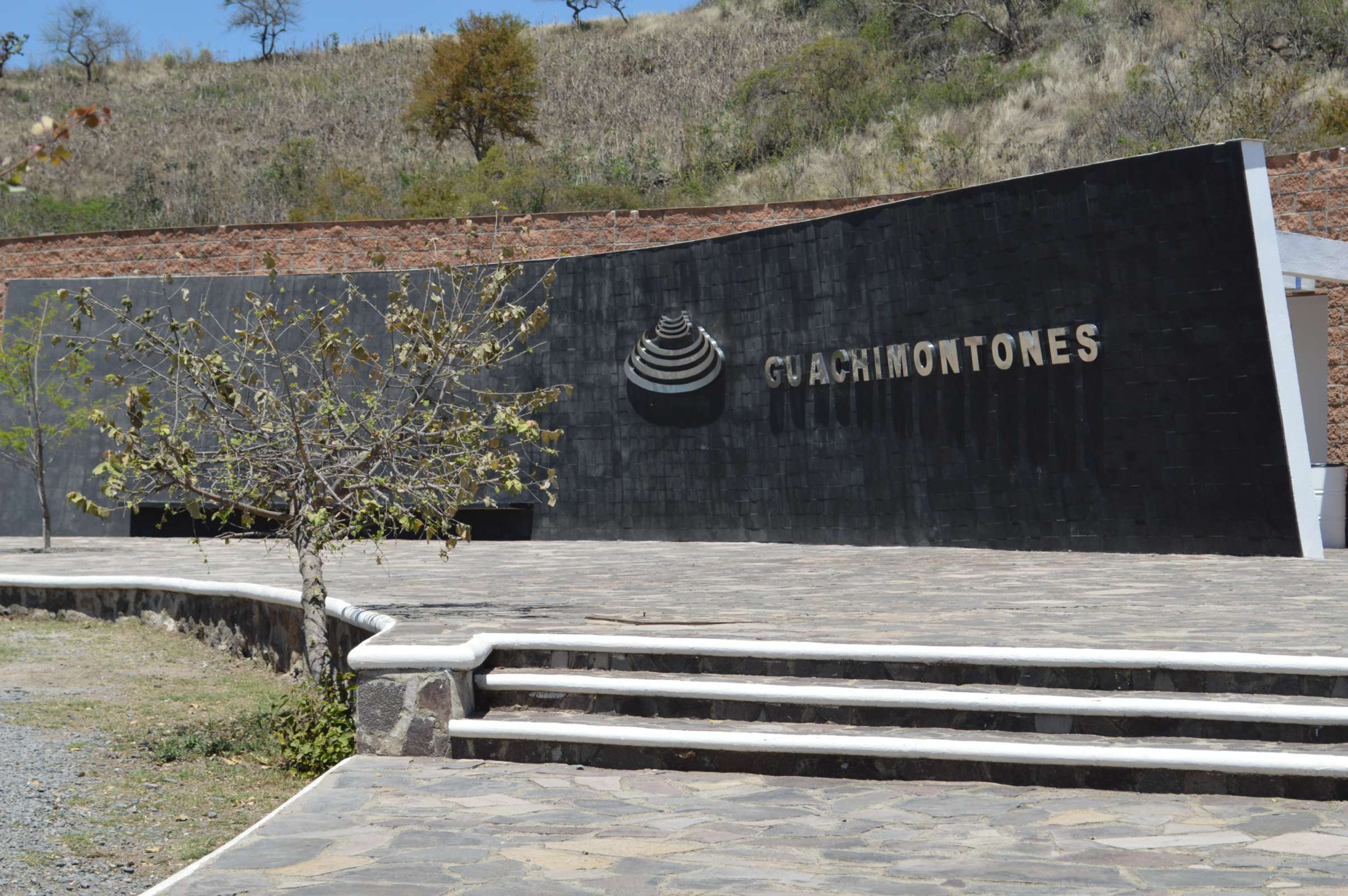
A bejárati építmény
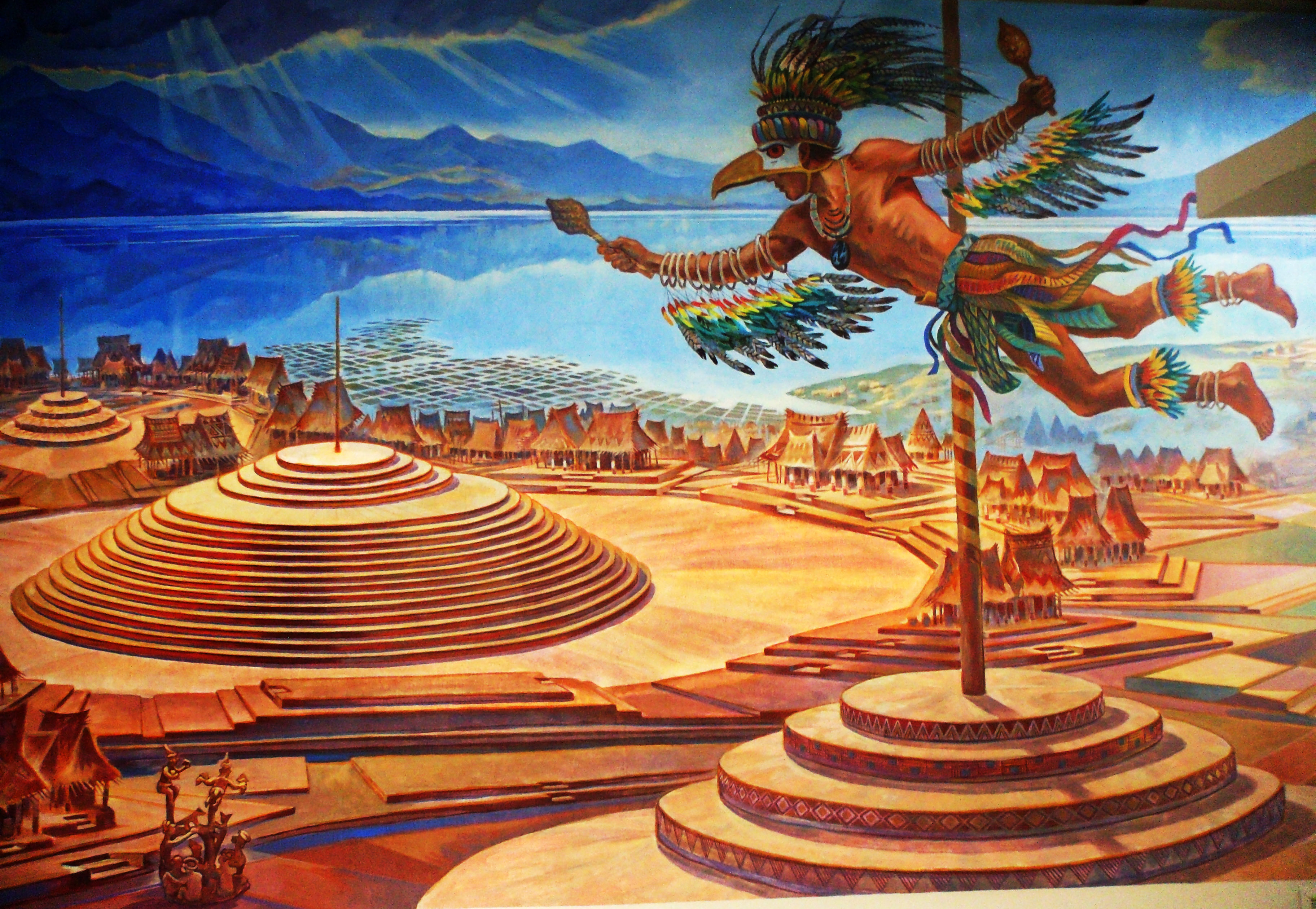
Falfestmény a Guachimontonesről